# Matamey
Matamey, o anche Matameye oppure Matamaye, è un comune urbano del Niger, capoluogo del dipartimento omonimo nella regione di Zinder.